# Cephaloscyllium circulopullum
Cephaloscyllium circulopullum is een vissensoort uit de familie van de kathaaien (Scyliorhinidae). De wetenschappelijke naam van de soort is voor het eerst geldig gepubliceerd in 2005 door Yano, Ahmad & Gambang.